# Brandon Bowman
Brandon Kyle Bowman (Beverly Hills, California, 15 de octubre de 1984) es un exjugador de baloncesto estadounidense. Con 2,06 metros de estatura, jugaba en la posición de ala-pívot.

## Trayectoria deportiva
Jugó cuatro temporadas con los Georgetown Hoyas y tras no ser drafteado en 2016, formaría parte durante dos temporadas del Bakersfield Jam de la Liga de desarrollo de la NBA.
A partir de 2008, se convertiría en un trotamundos del baloncesto, llegando a jugar en Alemania, Serbia, Francia, Bulgaria, Turquía, Israel, Chipre, Nueva Zelanda, Puerto Rico, Italia y Corea del Sur, entre otros.
El 5 de octubre de 2016, el ala-pívot firmó con Spirou Charleroi para disputar la liga 2016-17.
El 11 de enero de 2017, el jugador dejaría el club belga, para firmar al día siguiente para con el Maccabi Kiryat Gat, regresando nuevamente a la liga israelí.